# كركرتون
كركرتون (بالإنجليزية: The Wacky World of Tex Avery) مسلسل كرتوني أمريكي فرنسي كندي عرض لأول مره في 1997 واستمر حتى 1998. تمت دبلجة المسلسل للغة العربية بواسطة مركز الزهرة وعرض على قناة سبيس تون.

### الممثلون
- مروان فرحات - سيد
- زياد الرفاعي - تيكس
- بثينة شيا - خاني
- أيمن السالك - دان، فريدي، موتش
- فاطمة سعد - أماندا
- محمد حداقي - جنكيز خان
- عادل أبو حسون - بومبي، إينستون
- محمد خرماشو - الإمبراطور
- آمال سعد الدين
- آمنة عمر
- رأفت بازو - الراوي، والد موريس
- منصور السلطي - بوتش
- مجد ظاظا - تشايسي، بادي
- محمد مصطفى - هايدرانت
- رغدة الخطيب - موريس

## روابط خارجية
- كركرتون على موقع IMDb (الإنجليزية)
- كركرتون على موقع كينوبويسك (الروسية)
- كركرتون على موقع ألو سيني (الفرنسية)
- كركرتون على موقع قاعدة بيانات الفيلم (الإنجليزية)
- كركرتون على RetroJunk